# Els 28 homes de Panfílov (pel·lícula)
Els 28 homes de Panfílov (rus: 28 панфиловцев, transliterat: 28 panfilovtsev) és una pel·lícula de la Segona Guerra Mundial de 2016 basada en una llegenda sobre un grup de soldats, els vint-i-vuit guàrdies de la divisió de Panfílov, que detenen i destrueixen heroicament els tancs alemanys dirigits contra Moscou. Està ambientada al front oriental de la Segona Guerra Mundial i cobreix les operacions de la 8a Divisió de Rifles de la Guàrdia durant la batalla de Moscou de 1941. En DVD, també es coneix com Battle for Moscow (Batalla per Moscou) o 'Thunder of War (Trons de guerra) a la distribució nord-americana.
La pel·lícula està dirigida per Kim Drujinin i Andrei Xalopa, produïda per Twenty Eight de Panfilov i Gaijin Entertainment. Inicialment la pel·lícula utilitzava el crowdfunding; més tard, va rebre el suport financer dels governs de Rússia i del Kazakhstan i la companyia de desenvolupament de jocs Gaijin Entertainment. L'estrena va tenir lloc a Volokolamsk el 16 de novembre de 2016 i a Rússia el 24 de novembre de 2016.
La trama va ser escrita per Andrei Xalopa el 2009, i l'equip de producció va portar el seu tràiler teaser de la pel·lícula a la plataforma de crowdfunding Boomstarter, buscant cofinançadors. "Serà una pel·lícula sobre herois soviètics. Descriurem la batalla prop de Dubosekovo, que va passar a la història com la "gesta dels 28 homes de Panfílov". La campanya de crowdfunding va tenir èxit i la pel·lícula va recaptar 3 milions de rubles dels 300.000 previstos. En el moment de l'estrena, la pel·lícula va recaptar 34,746 milions de rubles.
El maig de 2014 Gaijin Entertainment, l'empresa de desenvolupament de jocs russa coneguda pel seu joc War Thunder es va unir al finançament.

El desembre de 2014 la pel·lícula va guanyar una subvenció de 30 milions de rubles del Ministeri de Cultura de Rússia, i més tard el Ministeri de Cultura i Esports del Kazakhstan va afegir 287 mil dòlars més.
La recollida de diners, la producció i el lloguer de la pel·lícula van acompanyar una intensa discussió sobre la seva autenticitat històrica a la blogosfera i als mitjans. La imatge va tenir una acollida positiva, després d'haver recollit 384 milions de rubles CIS i convertint-se en la millor pel·lícula de l'any segons els resultats de l'enquesta VTsIOM.

## Argument
URSS, finals de novembre de 1941. Basat en el relat del periodista Vasiliy Koroteev que va aparèixer al diari de l'Exèrcit Roig, Krasnaia Zvezda, poc després de la batalla de Moscou, aquesta és la història dels vint-i-vuit de Panfílov, un grup de vint-i-vuit. soldats de la  316a Divisió de Fusellers de l'Exèrcit Roig, sota el comandament del general Ivan Panfílov, que van aturar l'avanç a Moscou d'una columna de cinquanta-quatre tancs alemanys i centenars d'homes d'infanteria que protegien els flancs dels tancs de l'11a Divisió Panzer durant diversos dies. Tot i que només estan armats amb rifles d'infanteria estàndard Mosin-Nagant DP i metralladores PM-M1910 metralladores, totes inútils contra els tancs, i amb granades antitanc RPG-40 i rifles antitanc PTRD-41, van lluitar incansablement i desafiant, amb una valentia poc comuna i una dedicació inquebrantable, per protegir Moscou i la seva Pàtria.

## Repartiment
A causa de les peculiaritats del pressupost de la multitud, el càsting va trigar molt de temps. El primer actor confirmat va ser Yàkov Kutxerevskiy, que va interpretar el sergent Dobrobabin; va acceptar protagonitzar dos anys abans del rodatge. El més recent va confirmar Aleksei Morozov per al paper d'instructor polític Klotxkov un dia abans de l'inici del període de rodatge. La divisió de Panfílov es va formar a l'RSS del Kazakhstan, i la companyia incloïa molts kazakhs, de manera que es requerien molts actors d'aspecte asiàtic entre la multitud: l'equip de Xalope es va dirigir a les diàspores nacionals de Moscou, Sant Petersburg i Ivanovo. En general, l'equip estava format per 360 participants, i en total el projecte va implicar fins a 700 persones.
| Actors                      | Paper                                |
| --------------------------- | ------------------------------------ |
| Yàkov Kucherevskiy (imatge) | Ivan Dobrobabin, Sergeant            |
| Aleksey Morozov (imatge)    | Vasiliy Klotxkov, Instructor politic |
| Sergei Agafonov (imatge)    | Grigoriy Bezrodnyh, Exèrcit Roig     |
| Aleksandr Ustyugov (imatge) | Ivan Moskalenko, Exèrcit Roig        |
| Oleg Fyodorov (imatge)      | Grigoriy Shemyakin, Exèrcit Roig     |
| Andrey Nekrasov             | Illarion Vasiljev, Exèrcit Roig      |
| Nikolai Klyamchuk           | Grigoriy Petrenko, Exèrcit Roig      |
| Mikhail Pshenko (imatge)    | Pyotr Dutov, Exèrcit Roig            |
| Dmitriy Murashev (imatge)   | Grigoriy Konkin, Exèrcit Roig        |
| Anton Paderin (imatge)      | Pyoter Emtsov, Exèrcit Roig          |
| Dmitriy Girev (imatge)      | Yakov Bondarenko, Exèrcit Roig       |
| Vitaliy Kovalenko (imatge)  | Ivan Shepetkov, Exèrcit Roig         |
| Anton Filipenko             | Nikolay Trofimov, Exèrcit Roig       |
| Amadu Mamadakov (imatge)    | Alikbay Kosaev, Exèrcit Roig         |
| Azamat Nigmanov (imatge)    | Musabek Sengirbaev, Exèrcit Roig     |
| Aleksandr Plaksin           | Abram Kryuchkov, Exèrcit Roig        |
| Maksim Belborodov (imatge)  | Dmitriy Kaleynikov, Exèrcit Roig     |
| Oleg Senchenko              | Gabriil Mitin, Exèrcit Roig          |
| Pavel Goncharov (imatge)    | Ivan Natarov, Exèrcit Roig           |
| Ivan Efremov                | Nikita Mitchenko, Exèrcit Roig       |
| Nikolai Ivanov              | Nikolay Belashev, Exèrcit Roig       |

| Actors                      | Paper                                              |
| --------------------------- | -------------------------------------------------- |
| Vladimir Zaharenko          | Nikolay Maksimov, Exèrcit Roig                     |
| Dmitriy Tsutskin            | Nikolay Ananjev, Exèrcit Roig                      |
| Andrey Bodrenkov (imatge)   | Ivan Shadrin, Exèrcit Roig                         |
| Askar Tleugobilov (imatge)  | Duishenkul Shopokov, Exèrcit Roig                  |
| di. Kim Druzhinin           | Daniil Kozhebergenov, Exèrcit Roig                 |
| Mark Ovchinnikov            | Dmitriy Timofeev                                   |
| Aleksey Longin              | Pavel Gundilovich, captità, comandant de companyia |
| Anton Kuznetsov (imatge)    | Y.M.Reshetnikov, major, comandant de batalló       |
| di. Andrey Shalopa (imatge) | Vasiliy Ugryumov, Tinent                           |
| Dmitriy Sutyrin             | Pyotr Ignatyev, Tinent superior                    |
| Ivan Batarev                | Comandant d'artilleria                             |
| Nikita Ostrikov             | Soldat de transmissions al quarter general         |
| Aleksey Kashnikov           | Soldat de transmissions                            |
| Kirill Kuznetsov            | Observador                                         |
| Lidiya Milyuzina            | Noia                                               |
| Maksim Abrosimov            | Panfilov's                                         |
| Stanislav Lyamtsev          |                                                    |

## Filmació

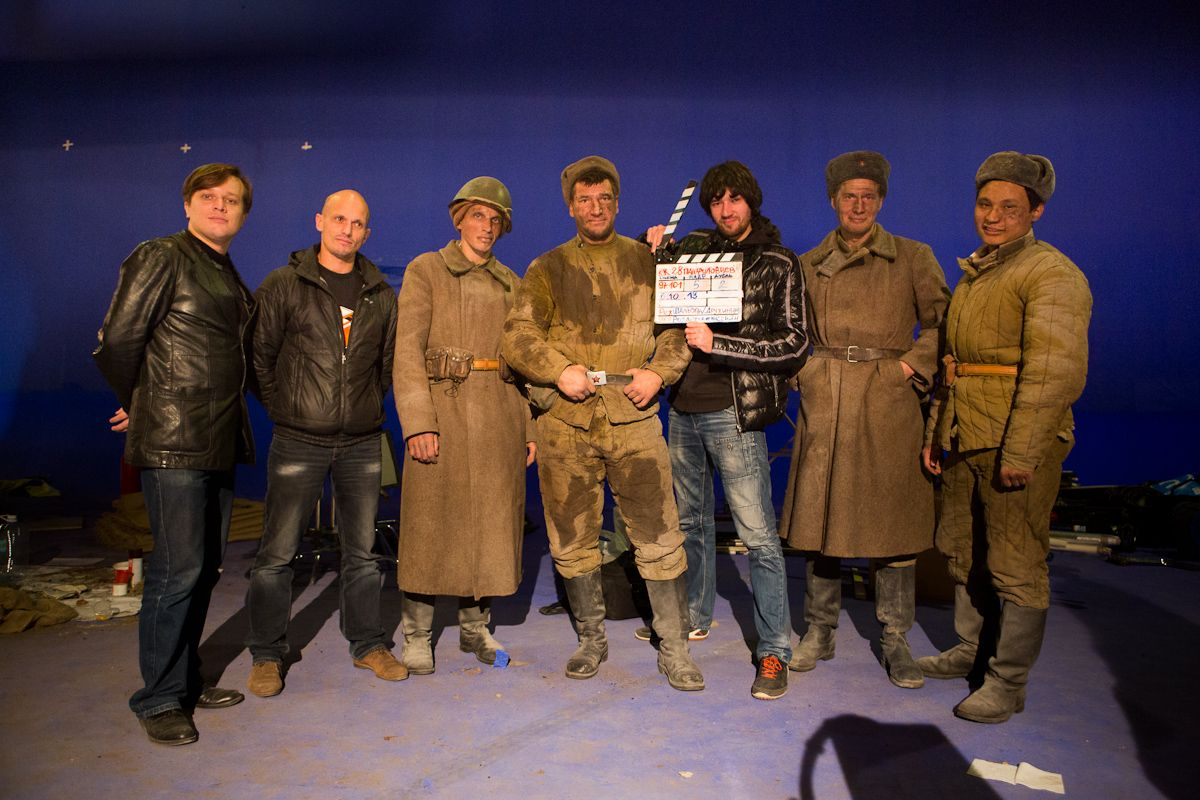
Actors i membres de l'equip de la pel·lícula, el novembre de 2013

En el procés de rodatge, els operadors d'imatge van utilitzar els següents documents: storyboard, guió del director, taula de l'operador i esquema de batalla de tancs. L'esquema de batalla contenia la ubicació exacta dels tancs i de la càmera en diferents moments, i la taula de l'operador descrivia quina tècnica s'utilitzava en quines escenes. Una preparació tan acurada va permetre a l'equip treballar en condicions hivernals i amb poca llum diürna.
Els directors volien utilitzar un mínim d'animació en 3D i treure el màxim d'efectes possibles a la càmera. Els primers experiments van dur a terme, movent tancs de joguina primitius de la mida d'una caixa de llumins sobre els llençols amb l'ajuda de cordes. Aquests experiments han demostrat que l'ús de models reduïts de tancs crearia el nivell adequat de realisme.
Com a contractista per a la creació d'efectes especials, es va escollir l'estudi Scandinava, abans especialitzat en anuncis i sense experiència amb grans pel·lícules. Els especialistes de Scandinava van dur a terme experiments sobre tirs a alta velocitat i van interessar Druzhinin i Shalopu amb el seu clip "Oil", en què una columna de líquid combustible girava i s'encenia sense utilitzar animació 3D. Per treballar en la pel·lícula, l'estudi va ampliar la plantilla de sis a 28 persones.

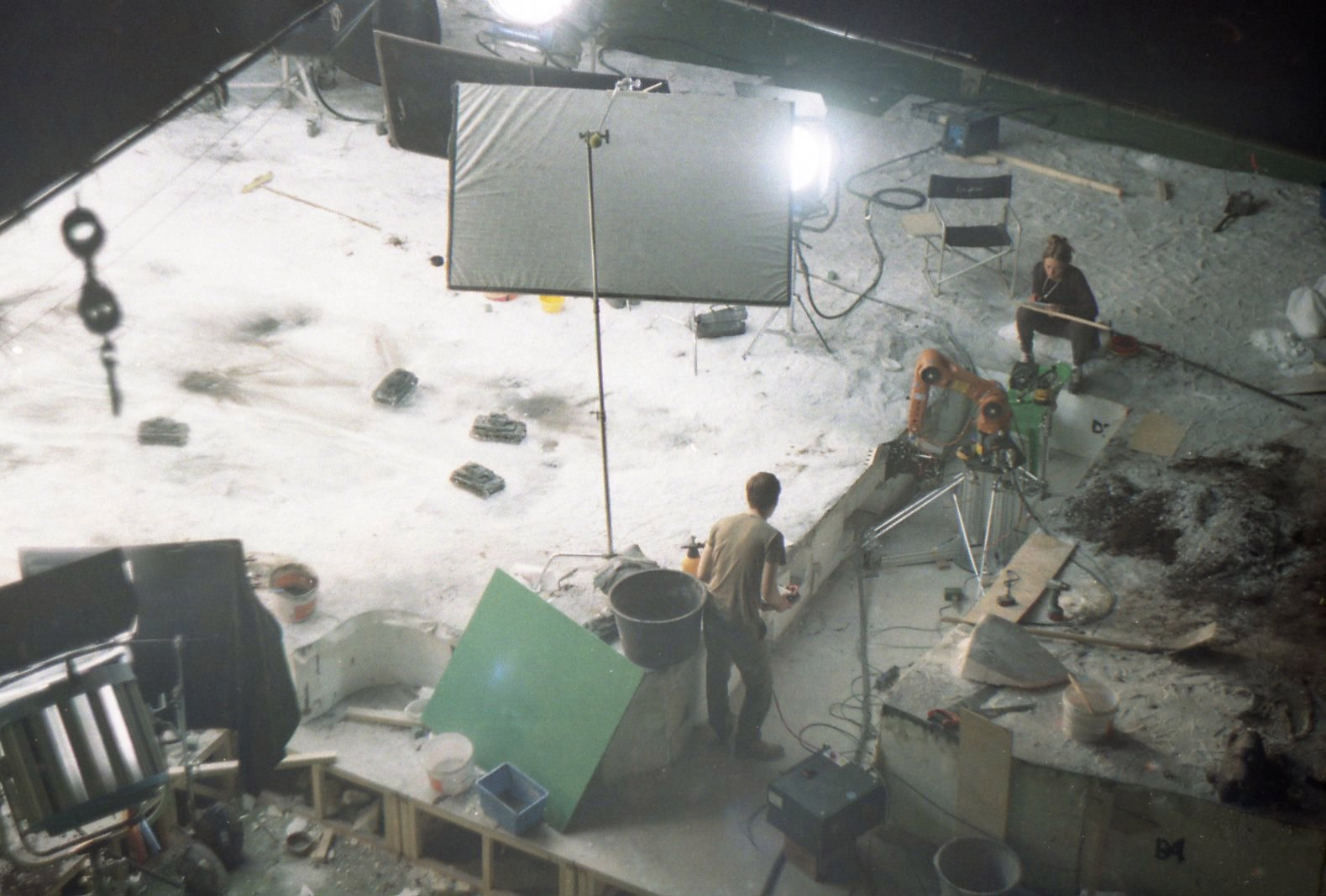
Pavelló "Lenfilm"

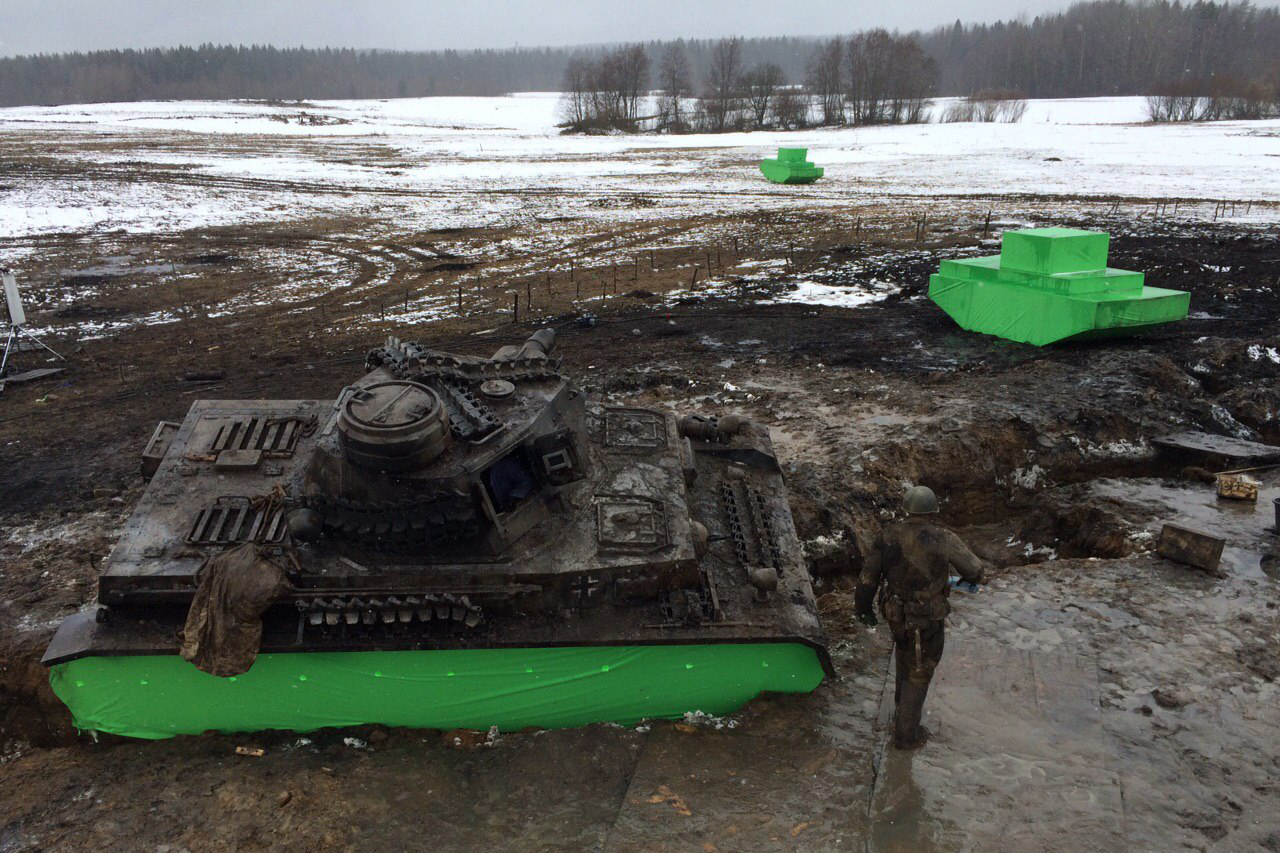
Models de tir a gran escala 1: 1

Per crear personal amb tancs, els especialistes de l'estudi van utilitzar l'antiga tecnologia de rodatge combinat amb efectes especials. Al camp, al camp s'utilitzaven maquetes de fusta a mida real, cobertes amb tela verda, que els treballadors desplaçaven pel camp amb un trineu. A continuació, els aparelladors van fer mesures del paisatge, i Scandinava va recrear el camp de batalla a escala 1:16 a l'estudi i va fotografiar totes les escenes amb models detallats de tancs, reduïts 16 vegades. Per crear un ambient hivernal a la pel·lícula (neu, tempesta de neu, el cel canviant en el drama de la pel·lícula), les conseqüències dels atacs (fum, cendra) i per amplificar els trets i algunes explosions, Scandinava va decidir no utilitzar l'enfocament tradicional. utilitzant CGI (imatges generades per ordinador), en comptes de fer efectes naturals reals a la càmera. El rodatge de la natura, els tancs i els efectes naturals es van recollir per capes a l'ordinador en una sola imatge.
Aquest plantejament requeria una determinada tècnica de filmació. Per tal de moure el tanc de joguina era com moure el present, calia filmar-lo quatre vegades més ràpid, i després alentir els fotogrames rebuts. La càmera, per tant, s'havia de moure quatre vegades més ràpid que al camp, cosa que no es pot fer amb les mans. Per això, en els rodatges del pavelló per al control de càmeres, els operaris van utilitzar el braç robòtic KUKA Agilus, proporcionat i programat amb l'ajuda d'especialistes de l'Institut de Recerca en Robòtica.. Per a primers plans, es va construir una maqueta a mida completa del tanc PzKpfw IV, la cabina de la qual es va recrear a Lenfilm com una càpsula separada a les molles, cosa que va permetre aconseguir un llançament realista durant el rodatge. Actualment, el traçat es conserva al Museu de l'istme de Carelia a Vyborg.
Tota la pel·lícula es va rodar amb la càmera Arri Alexa (anglès) russa, excepte els tancs, on per la mida requeria l'aparell de l'empresa Red. L'optometria va utilitzar una lent esfèrica Illumina de la planta de Sant Petersburg "LOMO": segons l'operador, aquesta solució va permetre suavitzar l'efecte de la imatge "excessivament d'alta qualitat", que és inherent a totes les càmeres modernes.

### Música
El so de la pel·lícula va ser gravat i reduït a la base tècnica de l'estudi " Nevafilm ". Mikhail Kostylev, famós per les seves bandes sonores per a jocs d'ordinador, va començar a escriure música per a la pel·lícula. Segons el compositor, va intentar transmetre un sentiment d'orgull per la Victòria i la gesta, creant un fons musical èpic en el qual romandria el drama. El leitmotiv de la majoria de les composicions és el tema "Eternal Flame", que Kostylev va escriure en una fase inicial de la producció de la pel·lícula. La banda sonora es va gravar després de la presentació del vídeo, amb la primera partitura de tots els instruments es va gravar amb un editor MIDI. Això va permetre al director apreciar immediatament el so aproximat de la música, el seu estat d'ànim i el seu tempo. Després, amb un metrònom, s'enregistraven parts individuals d'instruments, veus, cors i parts, en les quals participava tota una orquestra.
Les parts corals són interpretades per vocalistes del Cor Sinodal de Moscou sota la direcció de l'Artista Honorat de Rússia Aleksei Puzankov, músics instrumentals del conjunt de solistes de l'Orquestra Simfònica Acadèmica de la Filharmònica.

## Recepció

### Suport del govern
A part del seu pressupost de crowdfunding, Els 28 de Panfílov es va produir amb el suport dels ministeris de cultura de Rússia i Kazakhstan. El ministre rus de cultura, Vladimir Medinsky, va elogiar l'estrena prevista de la pel·lícula, dient a la cambra alta del parlament rus que la producció reflectia l'interès del país per les pel·lícules patriòtiques. Referent a les crítiques sobre l'exactitud històrica de la llegenda soviètica que va formar la base de la pel·lícula, va afirmar que la història és "una llegenda sagrada que no s'hauria d'interferir. La gent que ho fa és una escoria bruta".

### Taquilla
Llogar una pel·lícula a Rússia es va celebrar del 24 de novembre al 26 de desembre de 2016. El volum total de la taquilla del primer cap de setmana va ser de 180.559.249 rubles. A Rússia i Belarús només va cedir a la pel·lícula Bèsties fantàstiques i on trobar-les.
Segons l'informe de la Fundació Cinema, a la setmana 48 (del 24 al 30 de novembre), els cinemes russos van ser visitats per 3,4 milions d'espectadors, dels quals cada quart espectador va triar "28 panfilovtsev", i les tarifes van ascendir a 209,8 milions de rubles. El fons informa que el percentatge d'espectacles de matí i tarda va ser a nivell de vespre. És a dir, la pel·lícula va atreure un ampli públic, i l'espectador adult, i els escolars amb els estudiants. En total, fins al 30 de novembre s'han celebrat a Rússia 36.616 sessions a les quals han assistit 878.944 espectadors. Les tarifes a Kazakhstan van ascendir a 61,3 milions de tenge.
El 26 de desembre, la pel·lícula va estar disponible per a la compra a les botigues en línia i el 27 de gener de 2017 es va publicar en DVD i Blu-ray. A mitjans de gener, les tarifes de taquilla ascendien a uns 366,6 milions de rubles a Rússia, i tots als països de la CEI, la pel·lícula va recaptar 385 milions de rubles.

### Recepció crítica
Els 28 de Panfílov té una puntuació de 6,8/10 a les critiques de IMDB.